# Molophilus undia
Molophilus undia là một loài ruồi trong họ Limoniidae. Chúng phân bố ở miền Australasia.